# Song Yingxing
Œuvres principales
Tiangong Kaiwu
Song Yingxing (宋應星) (1587-1666) né à Yichun dans la province de Jiangxi, est un savant et encyclopédiste chinois qui a vécu vers la fin de la dynastie Ming. Il est l'auteur du Tiangong Kaiwu, une encyclopédie qui couvre un large éventail de sujets techniques. Le comparant au grand encyclopédiste français, l'historien et sinologue Joseph Needham l'a appelé « le Diderot de la Chine ».

## Biographie
Song Yingxing n'a connu qu'une aisance et une influence modestes au cours de sa vie. Né en 1587 dans une famille bourgeoise dont la fortune avait périclité, il participa aux examens impériaux et réussit le test provincial en 1615, à l'âge de 28 ans. Toutefois, il échoue à plusieurs reprises aux examens de la métropole, son cinquième essai infructueux ayant lieu en 1631, alors qu'il est âgé de 44 ans. Après ce dernier échec, il occupe une série de postes subalternes dans l'administration provinciale. Les travaux pour lesquels Song est aujourd'hui connu datent de 1636 et 1637. Ses voyages répétés à la capitale pour participer aux examens lui ont vraisemblablement fourni la large base de connaissances dont il fait montre dans ses ouvrages. Il se retire de la vie publique en 1644, après la chute de la dynastie Ming.

## L'encyclopédieTiangong Kaiwu

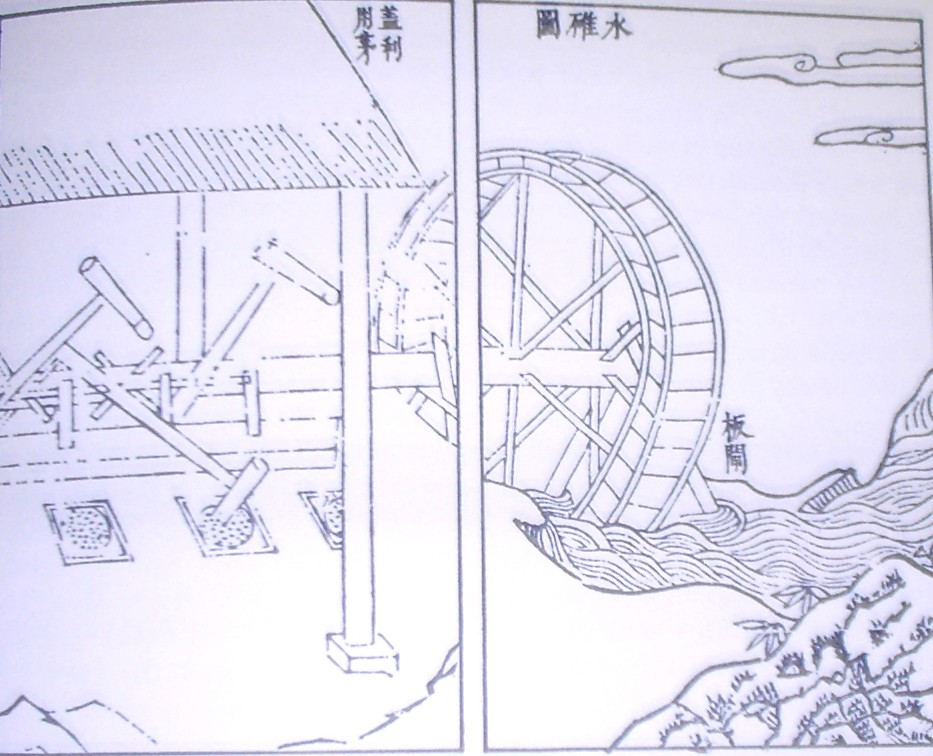
Martinets à entraînement hydraulique. Tiangong Kaiwu, Song Yingxing (1637).

Il y avait déjà bien avant Song une longue tradition encyclopédique en Chine, comme l'attestent notamment les Quatre grands livres des Song, énorme somme compilée entre le Xe et le XIe siècle, ainsi que le Sancai Tuhui publié en 1609. L'ouvrage de Song s'intitule le Tiangong Kaiwu (chinois simplifié : 天工开物 ; chinois traditionnel : 天工開物 ; pinyin : tiān gōng kāi wù), ou L'exploitation des œuvres de la Nature (1637). Il s'agit d'une encyclopédie couvrant un large éventail de sujets techniques, notamment les divers usages de la poudre à canon. En raison du monopole de l'État sur certaines industries décrites par Song, son encyclopédie était devenue introuvable en Chine durant la dynastie Qing (1644-1911), mais des copies originales en ont été préservées au Japon. Cette encyclopédie comprend les sections suivantes :
1. agriculture, irrigation, et ingénierie hydraulique[5]
2. sériculture et technologie du textile[5]
3. histoire de l'agriculture et moulins[5]
4. technologie du sel[5]
5. technologie du sucre[5]
6. industrie de la céramique[5]
7. bronze[5]
8. transport fluvial par jonque et transport par chariot[5]
9. fer et métallurgie[5]
10. charbon, vitriol, soufre et arsenic[5]
11. huile[5]
12. fabrication du papier[5]
13. métallurgie de l'argent, du plomb, du cuivre, de l'étain et du zinc[5]
14. technologie militaire[5]
15. mercure[5]
16. encre[5]
17. fermentation des aliments, boissons alcoolisées[5]
18. perles et jade[5]

Cet ouvrage fournit des illustrations détaillées qui éclairent l'histoire des techniques de fabrication dans la Chine de l'époque. Par exemple, les illustrations de la fabrication des briques montrent le maître d'un four vérifiant la température tandis qu'un assistant à ses côtés arrose le four pour produire le glaçage de surface; une autre illustration montre le briquetier en train de remplir d'argile un moule en bois tout en égalisant la surface avec un fil de fer tendu sur un arc.
Comme le signale Joseph Needham, l'énorme quantité d'illustrations dessinées avec précision fait pâlir en comparaison les encyclopédies chinoises antérieures, faisant de celle-ci un ouvrage de grande valeur pour l'histoire. En même temps, le Tiangong Kaiwu rompt avec la tradition en ne mentionnant que très rarement ses sources. Son style suggère de la part de l'auteur une expérience de première main. Dans la préface, Song attribue cette entorse à la tradition à son manque de ressources.

### Agriculture
Dans le premier chapitre, portant sur les semailles, Song rappelle la nécessité des paysans dans la société, alors même que les aristocrates avaient l'habitude de s'en moquer. Song commence ainsi son chapitre :

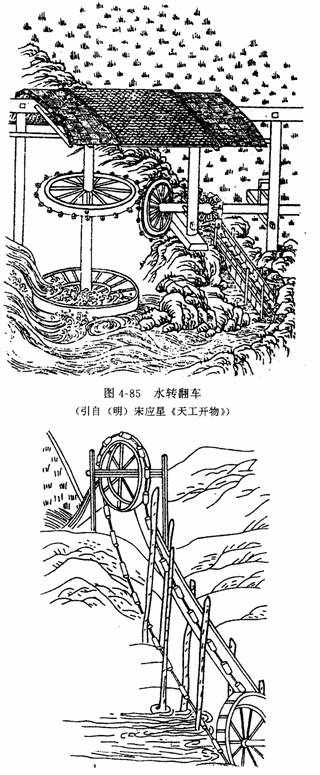
Deux types de pompes hydrauliques, illustrées dans le Tiangong Kaiwu.

« Maître Song observe que, même si l'existence de Shennong, le mythique agriculteur de l'Antiquité, est incertaine, la vérité que recèlent les deux mots de son nom est toujours valable aujourd'hui. L'homme ne peut pas vivre longtemps sans le soutien des cinq céréales; or celles-ci ne poussent pas spontanément, mais dépendent du travail de l'homme qui les cultive. La nature du sol change avec le temps et les espèces et propriétés des plantes se modifient en fonction de l'environnement. Mais pourquoi la classification et l'explication des nombreuses variétés de grains ont-elles dû attendre si longtemps [...] C'est parce que les riches regardaient le chapeau de paille du paysan et sa cape comme des vêtements de prisonnier et dans les maisons aristocratiques le mot « paysan » était devenu une injure. Bien des gens connaissent le goût de leur déjeuner et de leur souper, mais en ignorent la source. Le fait que le premier agriculteur, Shennong, ait été appelé « divin » n'est certes pas le simple résultat de machinations humaines. »

Song décrit les divers termes utilisés en agriculture, en disant que les « cent grains » réfèrent aux cultures en général, tandis que les « cinq grains » sont précisément le sésame, les légumineuses, le blé, le millet commun et le millet glutineux. Le riz n'était pas inclus dans cette liste parce que, selon Song, les anciens vivaient dans la Chine du nord et du sud, où le riz ne poussait pas à l'époque. Il détaille les techniques de culture propres à chacune de ces plantes et indique comment éviter des résultats désastreux.
Pour aider à la compréhension, il fournit de nombreuses illustrations : un homme labourant la terre avec un bœuf; des mottes de terre réduites en fines particules grâce à une herse tirée par un bœuf; des hommes engagés dans l'extraction manuelle et pédestre des mauvaises herbes dans un champ de riz; une roue à aubes avec des cylindres de bois évidés déversant de l'eau dans un tube menant à un canal d'irrigation en contrebas; une pompe à chaine cylindrique actionnée par roue à aubes verticale placée dans un cours d'eau très étroit avec une roue placée au sommet d'un plan surélevé où les cylindres déversaient de l'eau dans un canal d'irrigation; un barrage en bois sur un cours d'eau afin de diriger l'eau vers un champ; une porte d'écluse contrôlant le flot de l'eau dans un canal; une pompe à chaine à godets carrés actionnée par une roue à aubes horizontale connectée par un axe à une roue dentée superposée, qui à son tour engage une roue dentée verticale; une autre pompe à chaine à godets carrés connectée à un ensemble de roues dentées actionnées par des bœufs; deux types de pompes à chaine opérées par une pédale au pied; un levier avec contrepoids pour soulever ou faire descendre un seau; une roue à poulie pour soulever ou faire descendre un seau; une charrue-semoir tirée par des bœufs avec un filtre conique; une paire de rouleaux de pierre tirés par des bœufs pour enfoncer les semences dans la terre; le procédé plus simple de semer à la main et d'enfoncer les graines avec le pied et, enfin, une illustration d'hommes en train de cultiver du blé avec une houe à large tête.
Dans un autre chapitre portant sur la préparation du grain, il donne également des illustrations : un ventilateur à manivelle servant à séparer le grain de la balle; un moulin à décortiquer manuel; une autre en terre cuite; un système de tamisage pour séparer des grains; deux types de martinets fonctionnant au pied; un martinet hydraulique actionné par une roue à aubes faisant tourner un arbre à cames; un moulin à décorticage actionné par un cheval; un moulin actionné par un bœuf; un moulin actionné par une roue à aubes verticale et une roue à aubes horizontale placée dans un cours d'eau afin de faire tourner l'axe d'un rouleau en pierre situé dans un édifice construit par-dessus.

### Technologie nautique

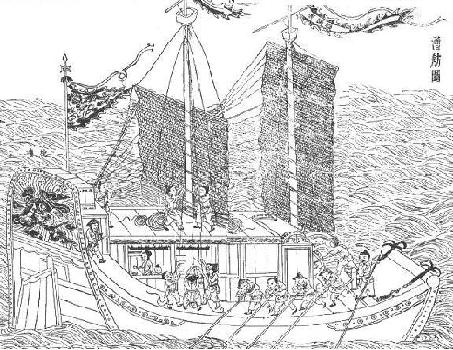
Une Jonque à deux mâts, dans le Tiangong Kaiwu.

Song traite de façon détaillée les questions de technologie et d'ingénierie nautique. Il signale que dans le nord de la Chine les principaux moyens de transport sont le chariot et la charrette, alors que dans la Chine méridionale, ce sont le navire et le bateau. Il détaille les questions maritimes, telles les ancres en fer pour les vaisseaux de combat et les gros navires. Il note qu'il y a des milliers de noms pour désigner les différents bateaux circulant en Chine, qui dépendent de leur forme, de leur capacité wt de la nature des matériaux utilisés pour leur construction. Il décrit ainsi le plan et la construction d'un bateau de transport du grain comme ayant un fond plat et utilisant de préférence du bois de cèdre ou de châtaignier pour les cloisons de la coque. Il décrit aussi les méthodes utilisées à Guangdong pour la cueillette des perles en plongée sous-marine. Il écrit que ces plongeurs sont capables de rester sous l'eau durant une longue période grâce à une corde nouée autour de la poitrine qui les rattache au bateau et au fait qu'ils respirent au moyen d'un long tube recourbé, renforcé par des anneaux d'étain, allant jusqu'à la surface et fixé au visage par un masque de cuir étanche. Il en joint une illustration. Faisant grand cas du gouvernail situé à l'arrière du bateau, connu en Chine depuis au moins le Ier siècle av. J.-C. , il écrit, en parlant des bateaux d'eau douce circulant sur le lac Poyang et le Grand canal :

« La nature d'une jonque est de suivre le cours de l'eau de la même façon que l'herbe se courbe sous le vent. Dès lors, un gouvernail sert à diviser et faire barrière à l'eau, de telle sorte que celle-ci ne va pas à elle seule déterminer le mouvement du bateau. Lorsqu'on tourne le gouvernail, les turbulences de l'eau se pressent contre celui-ci et obligent le bateau à réagir. Les dimensions du gouvernail devraient être telles que sa base soit sur le même plan que le fond du bateau. S'il est plus profond, ne serait-ce que par un pouce, il pourrait rester pris dans la boue et immobiliser le bateau dans un haut-fond; en cas de for vent, ce pouce de trop pourrait entraîner d'incroyables difficultés. Si le gouvernail est plus court, même par un pouce, il n'aura pas assez de force pour faire tourner le bateau. L'eau divisée et obstruée par le gouvernail réagit jusqu'à la proue; c'est comme s'il y avait sous la coque un fort courant menant le vaisseau dans la direction désirée. Donc, il n'y a rien à faire à la proue. On manœuvre le gouvernail par une barre attachée au sommet. Pour orienter le bateau vers le nord, on tourne la barre vers le sud, et vice versa. Le gouvernail consiste en une planche de bois, mesurant plus de dix pieds de long pour les bateaux de grain, avec la barre au sommet et la planche du bas taillée en biseau comme une lame. Cette lame est solidement fixée au montant avec des clous de fer et le tout est attaché au bateau. À l'arrière du bateau, il y a une cabine surélevée pour le pilote, appelée cabine du gouvernail. »

### Sériculture et coton

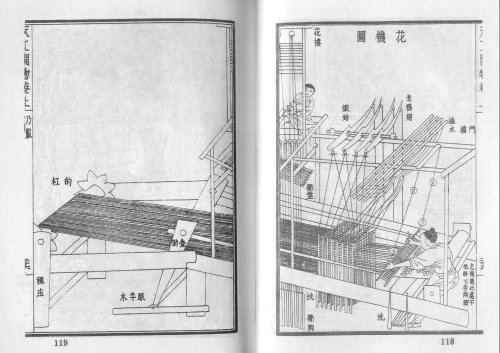
Un métier à tisser géant, Tiangong Kaiwu.

Song Yingxing commence le chapitre sur le vêtement avec des considérations sur la sériculture et la production de la soie. Il décrit avec précision la culture du bombyx du mûrier ainsi que leurs façons de se reproduire. Ceux qui élèvent les vers à soie déposent les œufs sur des pièces de papier ou de tissu et les entreposent pour l'année suivante 
. Il écrit que dans certaines régions, on appliquait un bain à ces pièces, en utilisant de l'eau de pluie, de l'eau de chaux ou de la saumure; il précise aussi le moment où ce traitement est appliqué, soit en hiver, dans le 12e mois de l'année. La raison en est, dit-il, que de cette façon les œufs de moindre qualité vont périr, de sorte que moins de feuilles de mûrier seront consommées en pure perte. Il donne aussi des précisions sur la façon d'éviter d'abîmer les œufs au cours du long processus de préparation avant le bain donné au 12e mois. Il note les différences entre deux grandes espèces de vers à soie, les précoces et les tardifs, tout en donnant des informations sur une grande variété de races et de cocons ainsi que sur les maladies qui les affectent. Il décrit aussi, après leur éclosion riche en évènements, les conditions environnementales nécessaires au ver à soie, ainsi que le soin à prendre dans leur alimentation. Il met en garde contre diverses sources d'odeurs fétides et de fumée susceptibles de tuer le ver à soie par contact.
Il décrit la façon dont sont filés les cocons, la cueillette, le tri et les divers insectes nuisibles à éviter. Il décrit ensuite comment planter les mûriers et les récolter. Pour la fabrication de la soie, il décrit l'enroulement de la soie sur une bobine, le filage dans des trames, l'insertion des fils dans un cadre pour le tissage et les façons ingénieuses de dessiner des figures. Il décrit aussi les dimensions des différents métiers à tisser.
Song Yingxing note que même si la soie n'était accessible qu'aux riches, aussi bien les riches que les pauvres utilisaient des vêtements de coton durant l'hiver. Dans les temps anciens, écrit-il, le coton était appelé « xima » (chanvre). Il décrit deux différentes variétés de coton : le Cotonnier en arbre et la plante à coton. Il note qu'on le plante au printemps et que la récolte se fait à l'automne, et qu'on utilise une égreneuse pour séparer les graines de coton qui sont naturellement fixées aux boules de coton. Il décrit le procédé par lequel on étire les fibres de coton avec des planches de bois, ce qui les prépare pour le rouet. Après avoir décrit le procédé du tissage et les divers types de trame, il décrit le rembourrage de coton durant l'hiver, en précisant que dans l'ancien temps c'était du rembourrage de chanvre et que les riches pouvaient se payer du rembourrage de soie dans leurs vêtements. De plus, il décrit divers types de vêtements de fourrure, de laine et de feutre.

### Métallurgie, fonte et fer forgé

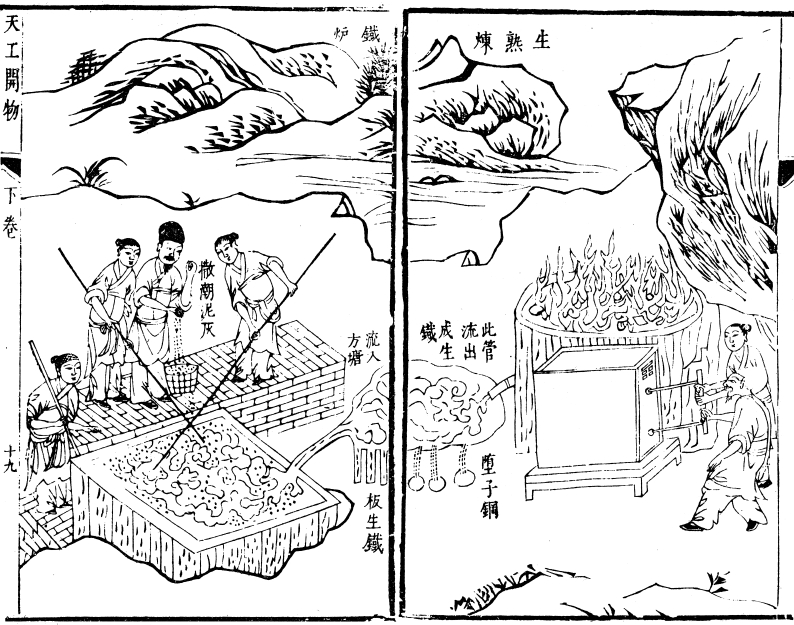
Ouvriers en train de fondre de la fonte à gauche et d'alimenter un fourneau à acier à droite, Tiangong Kaiwu.

En Chine, les « cinq métaux » étaient l'or, l'argent, le cuivre, le fer et l'étain, quoique le terme pouvait aussi s'appliquer à n'importe quelle sorte de métal. L'or était le métal le plus précieux de tous et pouvait être obtenu soit dans les montagnes, soit par orpaillage, soit par extraction minière. Song décrit aussi les diverses catégories d'or et sa malléabilité. Pour éliminer les traces d'autres éléments qui pouvaient se trouver dans l'or, Song décrit la technique du creuset. Il note que les anciens dirigeants de la Chine gravaient leurs inscriptions sur des trépieds de bronze car c'était une façon bien plus durable de préserver les documents que sur des matériaux périssables comme le papier et le rouleau . Il écrit que des cloches musicales de meilleure qualité étaient faites de divers alliages de cuivre, tandis que celles de moindre qualité étaient en fer. Il fournit la formule avec les proportions des divers composants pour certaines cloches; ainsi pour fondre une grosse cloche destinée à une salle d'audience ou à un pavillon, il faut 47 000 cattys de cuivre, 4 000 cattys d'étain, 50 onces d'or et 120 onces d'argent. Song décrit aussi la façon de couler le métal et le processus de fabrication de casseroles et de poêles, de statuettes de métal, de fûts de canon et de miroirs métalliques en cuivre ou en fer. Il décrit aussi la façon de forger le fer avec une enclume et note que la production de chaleur se faisait à l'aide de charbon pour 70 % et de charbon de bois pour le reste. Il décrit aussi le procédé de trempage du métal dans de l'eau courante afin de le refroidir immédiatement après que les pièces ont été forgées. Il décrit divers types de couteaux, de haches, de houes, de limes, de scies, de ciseaux à bois et d'aiguilles. Les meilleures épées sont recouvertes d'acier fondu une centaine de fois, mais le centre en était fait de fer forgé parce qu'une épée entièrement faite d'acier se briserait aisément lors d'un choc violent.

### Armes à feu
Nombre d'armes à feu décrites par Song sont similaires à celles décrites dans le traité militaire Huolongjing du début du XIVe siècle, quoiqu'il y ait des différences notables. Ainsi, le Huolongjing décrit une mine terrestre qui était déclenchée par le mouvement de l'ennemi par-dessus, avec une goupille qui faisait tomber des poids lesquels entraînaient un axe qui faisait tourner une molette sur une pierre à briquet afin de produire des étincelles qui déclencheraient l'explosion. il décrit aussi une mine navale qui était chronométrée au moyen d'une mèche et envoyée en aval sur un navire ennemi. Toutefois, c'est le Tiangong Kaiwu de Song Yingxing qui décrit l'usage d'une corde tirée par des soldats embusqués sur le rivage qui déclenche le mécanisme en produisant des étincelles qui mettent à feu une mine navale placée dans une rivière ou un lac. Song décrit aussi les divers types de métaux recommandés pour fabriquer divers types de culasses de révolver et de canon.
Song Yingxing décrit une bombe de la façon suivante :

« Quand des attaques sont menées contre de petites villes dans des préfectures lointaines, si les fusils disponibles sont trop faibles pour repousser l'ennemi, il faut alors lancer des bombes  du haut des remparts; si la situation continue à se détériorer, il faut alors recourir à la bombe dite des « dix mille armées »... Le salpêtre et le soufre dans la bombe en s'enflammant explosent et soufflent en pièces de nombreux hommes et chevaux en un instant. La méthode consiste à prendre une boule de terre cuite vide avec un petit trou pour le remplissage et d'y verser de la poudre à canon, du soufre et du salpêtre, soit de la poudre à canon « poison » et de la poudre « magique ». Les proportions relatives des trois poudres peuvent être modifiées au choix. Après que la mèche a été installée, la bombe est placée dans un coffre en bois. On peut aussi utiliser un baquet de bois, enduit à l'intérieur de terre cuite. Il est absolument nécessaire d'utiliser le coffre ou le baquet pour éviter que la bombe ne se brise avant que la poudre explose. Quand une ville est attaquée, les défenseurs placés sur les remparts allument la mèche et lancent la bombe. La force de l'explosion fait virevolter la bombe dans toutes les directions, mais les citoyens sont protégés par les remparts tandis que les forces ennemies et leurs chevaux n'ont pas cette chance. C'est le meilleur type de défense pour une ville. »

L'historien Joseph Needham fait remarquer que Song ne doit pas avoir eu une connaissance approfondie des questions militaires si on en juge par son enthousiasme pour cet archaïque modèle de bombe qui était déjà en usage en Chine depuis la dynastie Song au XIIe siècle,.

## Cosmologie
Song Yingxing a aussi publié des traités qui détaillent ses vues sur la cosmologie. Il y discute les concepts du qi et du xing (形). Le qi a été décrit de diverses façons par les philosophes chinois. Pour Song, c'est une sorte de vapeur qui pénètre tout et dont les objets solides sont formés. Les solides finissent par retourner à leur état de qi, lequel retournera finalement au grand vide. Certains objets, tels le soleil et la lune, gardent leur forme de qi indéfiniment, tandis que des objets comme les pierres sont éternellement sous la forme de xing. Certains corps, tels l'eau et le feu, sont dans un état intermédiaire.

## Galerie duTiangong Kaiwu

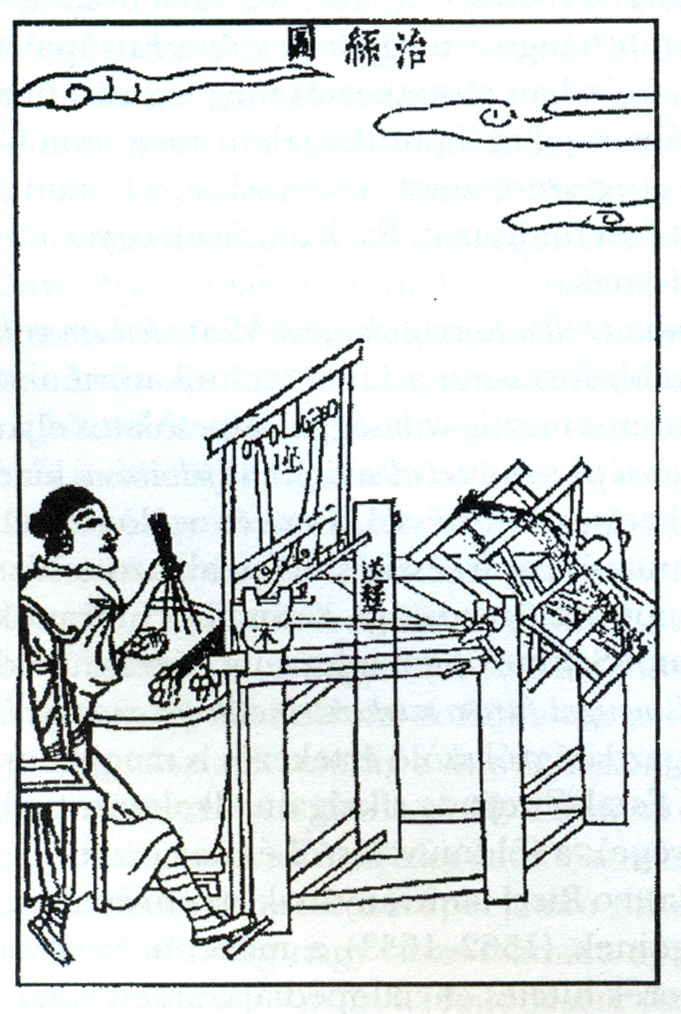
Machine à filer
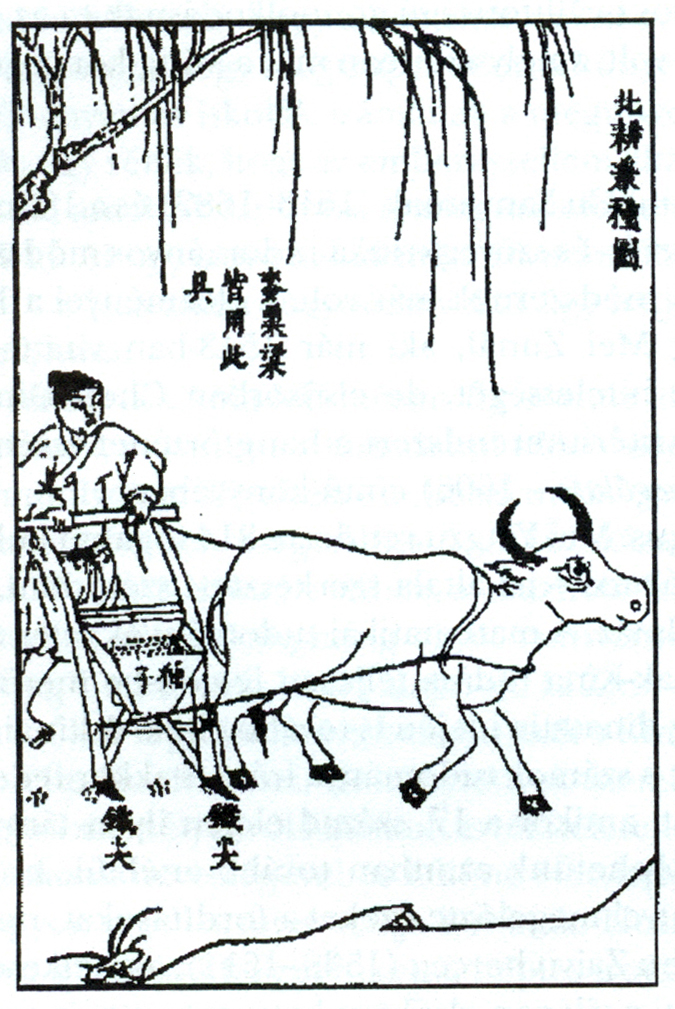
Semoir tiré par un bœuf
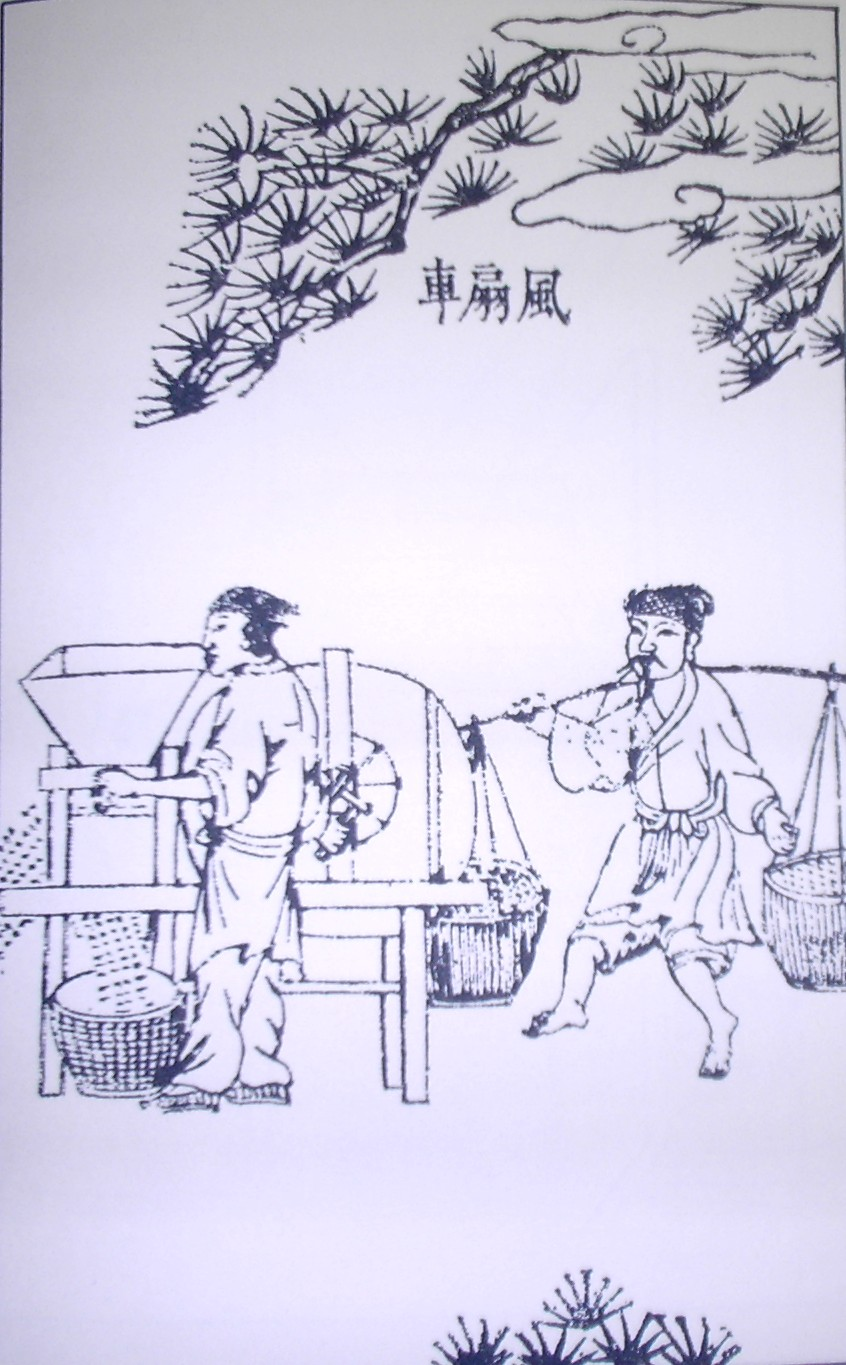
Ventilateur pour séparer la balle du grain
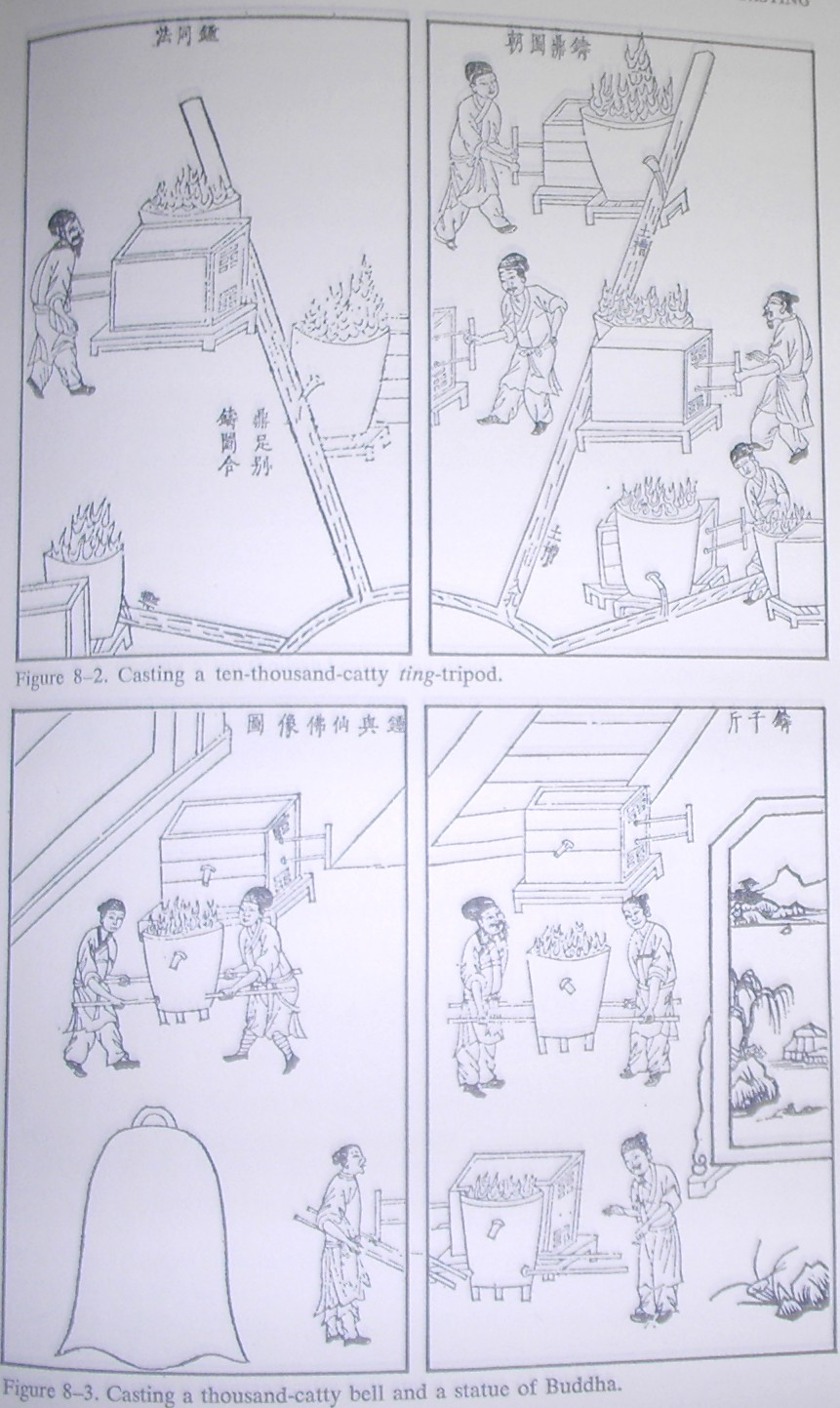
Fonte d'un trépied, d'une cloche et d'une statue
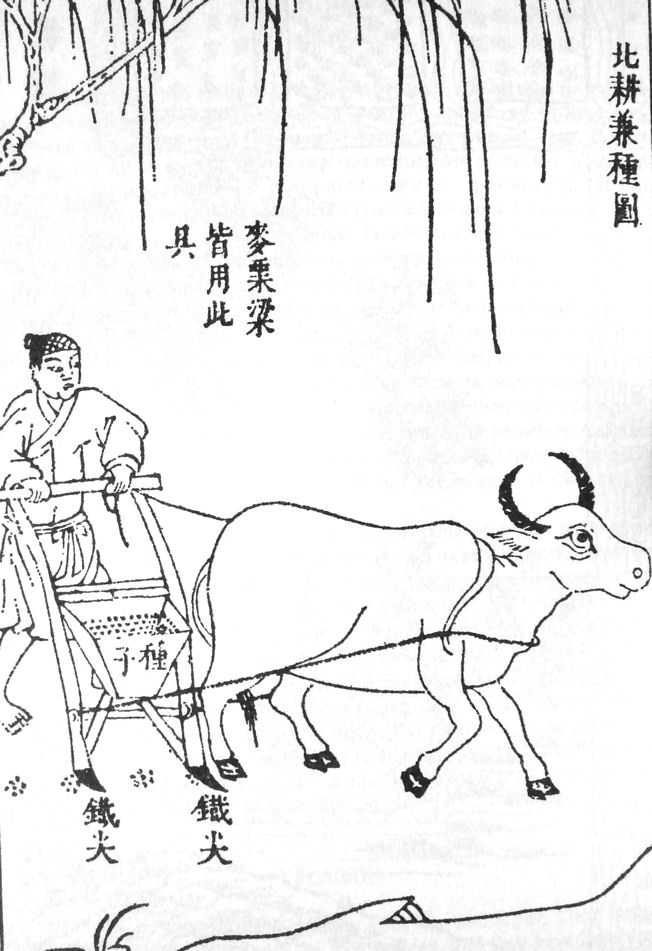
Semoir tiré par un bœuf
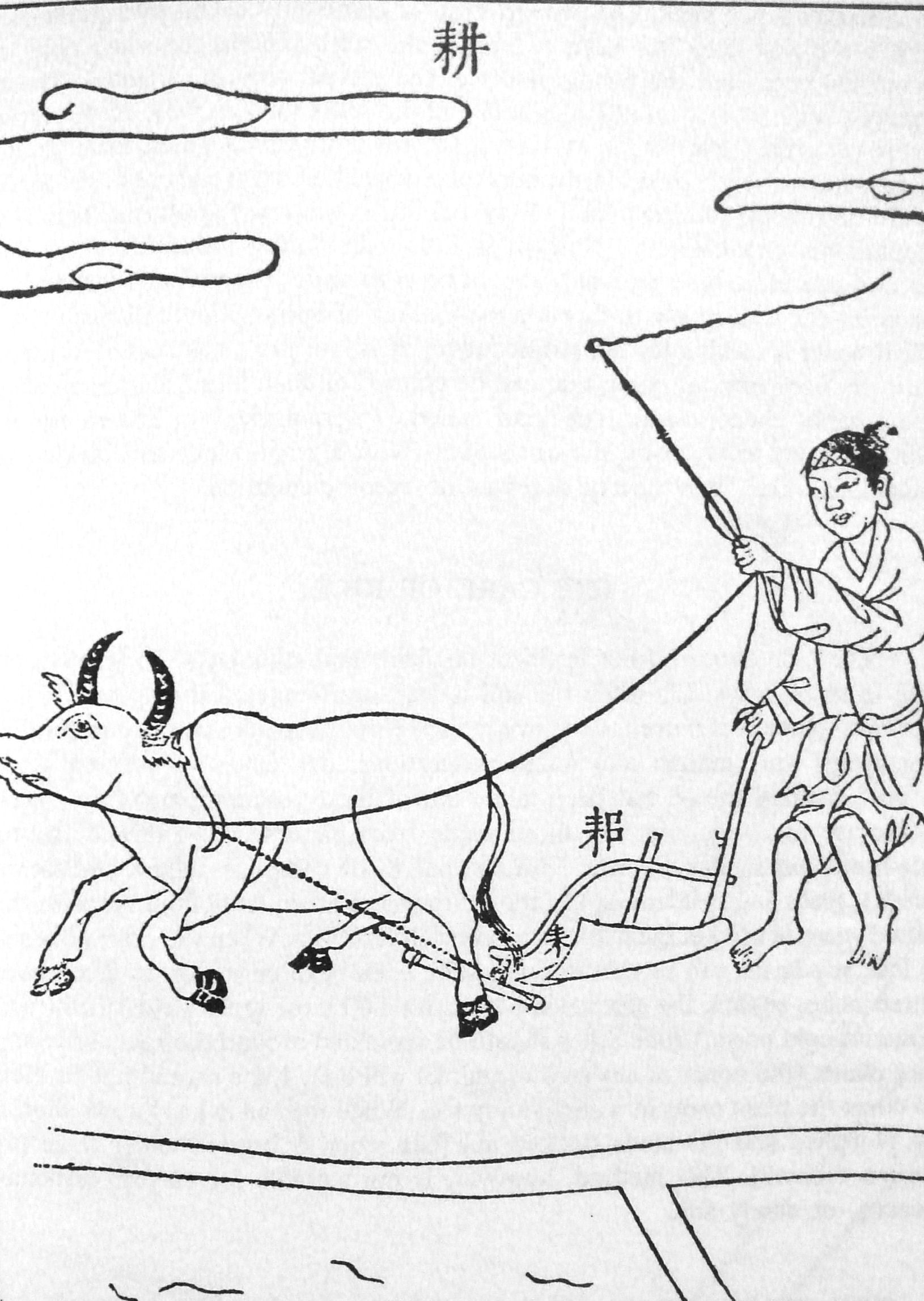
Charrue en fer